# Eumedonia aladaghensis
Eumedonia aladaghensis är en fjärilsart som beskrevs av Ahmet Ömer Koçak 1979. Eumedonia aladaghensis ingår i släktet Eumedonia och familjen juvelvingar. Inga underarter finns listade i Catalogue of Life.